# روي ميغيل
روي ميغيل هو لاعب كرة قدم برتغالي، ولد في 30 يناير 1984 في قلمرية في البرتغال. لعب مع سسكا صوفيا وموريرينسي ونادي أكاديميكا كويمبرا ونادي كيلمارنوك.

## وصلات خارجية
- روي ميغيل على موقع قاعدة بيانات كرة القدم.إي يو (الإنجليزية)
- روي ميغيل على موقع Soccerbase.com (لاعب) (الإنجليزية)
- روي ميغيل على موقع Soccerway.com (الإنجليزية)
- روي ميغيل على موقع AS.com (الإسبانية)